# Меф
„Меф“ е украински документален филм за украинския оперен певец Васил Слипак, убит около 6 ч. на 29 юни 2016 г. близо до Луганск. Името на филма произлиза от псевдонима, който самият певец си е избрал, позовавайки се на персонажа Мефистофел от операта „Фауст“ на Шарл Гуно, псевдоним, с който се подвизава на фронта.

## Премиера
Премиерата на филма е на 8 февруари 2018 г. в кино „Украйна“ в Киев.